# 苏格兰政党列表
蘇格蘭政黨列表列舉了蘇格蘭現存及歷史上的主要政黨。

## 政黨概況
蘇格蘭民族黨是蘇格蘭的主要政黨，也是支持蘇格蘭成為獨立國家的主要政治力量。作為最終獨立的過渡進程，蘇格蘭民族黨也支持進一步的權力下放。在政治立場上，它們通常被認為是中左翼，但有時也被認為是大帳篷；它們倡導社會民主、核裁军以及與歐盟建立更為密切的關係。蘇格蘭民族黨成立於1934年，並在1967年在英國國會下議院擁有了一個永久黨團。他們成立於1934年，並於1967年在英國下議院成為一個永久性黨團。蘇格蘭民族黨在20世紀的最好選舉成績在1974年10月英國大選，他們獲得了72個蘇格蘭西敏制席位中的11個及30%的普選選票；但到1979年大選時，他們丟掉了其中9個席位而僅剩2席。在亞歷克斯·薩孟德的領導下，蘇格蘭民族黨在2011年蘇格蘭議會選舉裡拿下了該黨迄今的最好選舉成績，他們成為蘇格蘭權力下放之後第一個拿下蘇格蘭議會多數席位的政黨。因此，蘇格蘭民族黨授權組建蘇格蘭政府，現仍由該黨黨魁兼蘇格蘭首席部長尼可拉·史特金所領導。目前蘇格蘭民族黨擁有64名蘇格蘭議會議員和45名英國國會議員。
蘇格蘭保守黨是英國保守黨在蘇格蘭的分支黨。他們於1965年與統一黨合併而成；統一黨在20世紀前期一直是蘇格蘭的主導政治力量，他們在1931年大選和1955年大選中贏得了多數選票和議員席位。合併成立新黨後不久，他們就開始走向衰落。他們的英國下議院蘇格蘭代表席位數從1983年的21席下降到1987年的10席；而1997年大選更是災難，蘇格蘭保守黨丟掉了所有下議院席位。不過由於蘇格蘭議會選舉採用比例代表制，所以他們在1999年蘇格蘭議會選舉中拿下了18個蘇格蘭議會議員席位。從2001年到2017年，蘇格蘭保守黨始終佔據著英國下議院蘇格蘭代表席中的1個。在2017年英國大選時，蘇格蘭保守黨拿下了該黨在21世紀的最好選舉成績，一舉奪下了13個蘇格蘭代表席並拿到了三分之一的得票率。與英國保守黨一樣，蘇格蘭保守黨是一個中右翼政黨，他們提倡保守主義和英國統一主義。目前，蘇格蘭保守黨在蘇格蘭議會擁有31個席位，由道格拉斯·羅斯領導；而在英國國會擁有6個席位，這其中也包括羅斯本人。
蘇格蘭工黨同樣也是英國工黨在蘇格蘭的分支黨。在1964年到2007年的蘇格蘭議會選舉中，它是全蘇格蘭最成功的政黨。和英國工黨一樣，蘇格蘭工黨也是一個中左翼政黨並提倡英國統一主義。在1959年英國大選中，蘇格蘭工黨擊敗蘇格蘭保守黨而成為蘇格蘭地區的第一大黨。1997年，英國工黨在托尼·布萊爾的領導下發起了一項旨在向蘇格蘭權力下放的公投，該公投以74%的支持率獲得通過。從1999年到2007年，蘇格蘭工黨通過與蘇格蘭自由民主黨結盟而獲得蘇格蘭議會的控制權。2008年到2011年，該黨在蘇格蘭議會由伊恩·格雷領導；不過格雷因為該黨在2011年蘇格蘭議會選舉中落敗而辭職。隨後約翰·拉蒙特在2011年成為蘇格蘭工黨黨魁，但他在2014年因黨內糾紛而辭職。此後，蘇格蘭工黨歷經吉姆·默菲、凱姿雅·達格代爾和理查德·倫納德的領導。目前該黨在蘇格蘭議會擁有22個席位而在英國國會擁有1個席位。截至2021年，蘇格蘭工黨的黨魁為蘇格蘭議會議員阿納斯·薩瓦爾。
蘇格蘭自由民主黨是英國自由民主黨在蘇格蘭的分支黨，這是一個信奉中間主義、社會自由主義和英國統一主義]]的政黨；其現任黨魁為亞曆克斯·科爾-漢密爾頓。它們所屬的英國自由民主黨成立於1988年，由英國自由黨與英國社會民主黨合併而成。自自由民主黨與保守黨結成聯盟參與英國下議院選舉以來，蘇格蘭自由保守黨在蘇格蘭的支持率就直線下降，在2011年蘇格蘭議會選舉中僅獲得5個席位。在2014年歐洲議會選舉中，蘇格蘭自由保守黨沒有獲得任何蘇格蘭歐洲議會代表資格。而在2015年英國大選中，蘇格蘭自由民主黨輸掉了原本屬於他們的11個下議院席位中的10個，僅剩阿利斯泰爾·卡邁克爾是唯一保住其國會議員席位的蘇格蘭自由民主黨黨員。目前該黨有4名蘇格蘭議會議員和4名英國國會議員。
蘇格蘭綠黨的政治立場介於中左翼到左翼之間，提倡綠色政治、平權和激進民主。蘇格蘭綠黨與英格蘭和威爾斯綠黨、北愛爾蘭綠黨保持著緊密聯繫；這是由於他們都源自英國綠黨的解體，但它們各自保持著完全獨立。蘇格蘭綠黨在1999年蘇格蘭議會選舉中獲得首個議員席位；目前它們在蘇格蘭議會擁有7個席位，但在英國國會仍一無所獲。
蘇格蘭改革英國黨是改革英國黨在蘇格蘭的分支，這是一個信奉歐洲懷疑主義和右翼民粹主義的政黨。該黨在2021年1月贏得了第一個民選議員資格，時任無黨籍政客米歇爾·巴蘭坦以蘇格蘭議會議員的身份加入該黨並成為該黨黨魁；此前她曾是蘇格蘭保守黨單元，她表示離開的理由是和該黨新任黨魁道格拉斯·羅斯存在矛盾。 不過巴蘭坦在2021年蘇格蘭議會選舉中失去了她的席位，因此導致蘇格蘭改革英國黨目前並無任何議員。
阿爾巴黨是一個支持蘇格蘭獨立的政黨，由前蘇格蘭首席部長亞曆克斯·薩爾蒙德於2021年2月成立並擔任該黨黨魁。在該黨宣佈參選2021年蘇格蘭議會選舉後不就，兩名蘇格蘭民族黨的國會議員叛逃至該黨，這使得阿爾巴黨在英國下議院的席位數僅次於蘇格蘭民族黨、蘇格蘭自由民主黨和蘇格蘭保守黨，成為英國國會在蘇格蘭的第四大黨。而在2021年蘇格蘭議會選舉，又有一連串蘇格蘭民族黨議員叛逃過來。但是該黨在2021年的蘇格蘭議會選舉中未能獲得任何席位，並且僅吸引到1.7%的選票。

## 現存政黨

### 議會政黨

#### 蘇格蘭議會/英國下議院政黨
此段落所列六個政黨均在蘇格蘭議會或英國下議院擁有至少一個議員席位。而除了蘇格蘭綠黨和阿爾巴黨外，其餘四黨事實上在蘇格蘭議會和英國下議院都有代表；同時除了阿爾巴黨外，其他五黨在地方議會也有各自的民選代表。
| 政黨名 | 政黨名           | 成立年份 | 政治立場         | 意識形態                                                          | 黨魁姓名                 | 黨魁姓名                   | 蘇格蘭議會 | 英國下議院 （蘇格蘭代表） | 地方議會    | 黨員人數  |
| ------ | ---------------- | -------- | ---------------- | ----------------------------------------------------------------- | ------------------------ | -------------------------- | ---------- | ------------------------- | ----------- | --------- |
|        | 蘇格蘭民族黨     | 1934年   | 中間偏左         | 蘇格蘭民族主義 蘇格蘭獨立 社會民主主義 地區主義 親歐洲主義 大帳篷 |                          | 施榮禮                     | 62 / 129   | 9 / 57                    | 453 / 1,227 | 103,884人 |
|        | 蘇格蘭保守黨     | 1965年   | 中間偏右         | 保守主義 英國統一主義                                             |                          | Russell Findlay            | 31 / 129   | 5 / 57                    | 214 / 1,227 | 未知      |
|        | 蘇格蘭工黨       | 1994年   | 中間偏左         | 社會民主主義 英國統一主義                                         |                          | 阿納斯·薩瓦爾              | 22 / 129   | 37 / 57                   | 282 / 1,227 | 16,467人  |
|        | 蘇格蘭綠黨       | 1990年   | 中間偏左到左翼   | 綠色政治 蘇格蘭獨立主義 蘇格蘭共和主義 親歐洲主義                 |                          | 帕特里克·哈維 （聯席主席） | 7 / 129    | 0 / 57                    | 35 / 1,227  | 7,500人   |
|        | 蘇格蘭綠黨       | 1990年   | 中間偏左到左翼   | 綠色政治 蘇格蘭獨立主義 蘇格蘭共和主義 親歐洲主義                 | 洛娜·斯萊特 （聯席主席） |                            | 7 / 129    | 0 / 57                    | 35 / 1,227  | 7,500人   |
|        | 蘇格蘭自由民主黨 | 1988年   | 中間派到中間偏左 | 自由主義 社會自由主義 聯邦主義 英國統一主義 親歐洲主義            |                          | 亞曆克斯·科爾-漢密爾頓     | 4 / 129    | 6 / 57                    | 87 / 1,227  | 4,185人   |
|        | 阿爾巴黨         | 2021年   | 中間偏右         | 蘇格蘭民族主義 蘇格蘭共和主義 蘇格蘭獨立主義                      |                          | Kenny MacAskill            | 1 / 129    | 0 / 57                    | 0 / 1,227   | 6,000人   |

#### 地方議會政黨
目前蘇格蘭僅有三個政黨只在地方議會擁有代表而在蘇格蘭議會或英國下議院沒有議員席位。
| 政黨名 | 政黨名           | 成立年份 | 意識形態                                                  | 黨魁姓名      | 所屬議會區 | 議員數 |
| ------ | ---------------- | -------- | --------------------------------------------------------- | ------------- | ---------- | ------ |
|        | 英國統一黨       | 2015年   | 英國統一主義 / 蘇格蘭統一主義 社會保守主義 / 社會民主主義 | 約翰·莫蒂默   | 北拉納克郡 | 1      |
|        | 垃圾黨           | 2017年   | 地方主義 環保主義                                         | 莎莉·柯格麗   | 東艾爾郡   | 1      |
|        | 西鄧巴頓郡社區黨 | 2016年   | 社會主義                                                  | 露易絲·羅伯遜 | 西鄧巴頓郡 | 1      |

### 議會外政黨
蘇格蘭有許多已經註冊等級卻沒有民選代表的著名政黨。本章節所列舉之政黨有些僅在蘇格蘭地區活動，而有些則在英國其他一些地區也依然運營。
| 政黨名 | 政黨名                 | 成立年份 | 意識形態                                                                                  | 黨魁姓名                        |
| ------ | ---------------------- | -------- | ----------------------------------------------------------------------------------------- | ------------------------------- |
|        | 廢除蘇格蘭議會黨       | 2020年   | 廢除蘇格蘭議會 / 反權力下放 / 蘇格蘭統一主義                                              | 約翰·莫提默                     |
|        | 動物福利黨             | 2006年   | 動物福利                                                                                  | 凡妮莎·哈德森                   |
|        | 英國國家黨             | 1982年   | 英國法西斯主義 / 白人民族主義 / 右翼民粹主義 / 族裔民族主義 / 極端民族主義 / 歐洲懷疑主義 | 亞當·沃克                       |
|        | 基督教黨               | 2004年   | 基督教右翼 / 社會保守主義 / 英國統一主義 / 歐洲懷疑主義                                   | 傑夫·格林                       |
|        | 基督教人民聯盟         | 1999年   | 基督教民主主義 / 英國統一主義 / 歐洲懷疑主義                                              | 西德尼·柯德爾                   |
|        | 不列顛共產黨           | 1988年   | 共產主義 / 馬克思列寧主義                                                                 | 羅伯特·格里菲斯                 |
|        | 爭取蘇格蘭獨立黨       | 2020年   | 蘇格蘭獨立主義                                                                            | 柯萊特·沃克                     |
|        | 獨立綠色之聲           | 2003年   | 蘇格蘭統一主義 / 英國統一主義 / 歐洲懷疑主義                                              | 阿利斯泰爾·麥康納奇             |
|        | 自由黨                 | 1989年   | 英國自由主義 / 喬治主義 / 歐洲懷疑主義                                                    | 史蒂夫·雷德福                   |
|        | 國民陣線               | 1967年   | 英國法西斯主義 / 新法西斯主義 / 不列顛民族主義 / 白人優越主義                             | 托尼·馬丁                       |
|        | 官方妖怪狂歡發瘋黨     | 1983年   | 政治諷刺                                                                                  | 嚎叫霍普                        |
|        | 回收黨                 | 2020年   | 右翼民粹主義 / 反封鎖                                                                     | 勞倫斯·福克斯                   |
|        | 改革英國黨             | 2018年   | 右翼民粹主義 / 歐洲懷疑主義 / 反封鎖                                                      | 理查德·泰斯                     |
|        | 蘇格蘭未來黨           | 2020年   | 蘇格蘭獨立主義                                                                            | 奇克·布勞迪                     |
|        | 蘇格蘭家庭黨           | 2017年   | 社會保守主義                                                                              | 理查德·盧卡斯                   |
|        | 蘇格蘭自由意志黨       | 2012年   | 自由意志主義 / 古典自由主義 / 最小政府主義 / 歐洲懷疑主義 / 文化自由主義 / 蘇格蘭獨立主義 | 塔姆·萊爾德                     |
|        | 蘇格蘭社會黨           | 1998年   | 民主社會主義 / 蘇格蘭獨立主義 / 蘇格蘭共和主義                                            | 科林·福克斯 / 羅伊辛·麥克拉倫 / |
|        | 蘇格蘭統一黨           | 1986年   | 蘇格蘭統一主義 / 英國統一主義 / 反蘇格蘭議會                                              | 喬納森·斯坦利                   |
|        | 社會民主黨             | 1990年   | 社會民主主義 / 社會保守主義 / 社群主義 / 歐洲懷疑主義                                     | 威廉·克勞斯頓                   |
|        | 社會主義工黨           | 1996年   | 社會主義 / 財政地方主義 / 共和主義 / 強硬歐洲懷疑主義                                     | 阿瑟·斯卡吉爾                   |
|        | 工聯主義和社會主義聯盟 | 2010年   | 社會主義 / 工聯主義                                                                       | 戴夫·內利斯特                   |
|        | 英國獨立黨             | 1993年   | 歐洲懷疑主義 / 右翼民粹主義 / 民族保守主義 / 經濟自由主義 / 不列顛民族主義                | 尼爾·漢密爾頓                   |
|        | 英國伏特黨             | 2020年   | 社會自由主義 / 進步主義 / 親歐洲主義                                                      | 亞曆克斯·海達                   |
|        | 婦女平等黨             | 2015年   | 女性主義 / 親歐洲主義                                                                     | 曼杜·里德                       |
|        | 不列顛工人黨           | 2019年   | 社會主義 / 反帝國主義 / 歐洲懷疑主義                                                      | 喬治·蓋洛威                     |
|        | 工人革命黨             | 1973年   | 托洛茨基主義 / 歐洲懷疑主義 / 希利主義                                                    | 弗蘭克·斯維尼                   |

## 其他政黨

### 知名歷史政黨
| - 共產主義通訊小組 - 共產主義工人黨 - 大不列顛共產黨 - 蘇格蘭共產黨 - 佃農黨 - 法夫社會主義聯盟 - 高地土地聯盟 (1882年) - 高地土地聯盟 (1909年) - 獨立工黨 - 科克黨 | - 蘇格蘭工黨 (1970年代) - 左翼聯盟 - 自由統一黨 - 穩健派 - 國民工黨組織 - 民族自由黨 (1922年) - 民族自由黨 (1931年) - 蘇格蘭民族黨 (1928年) - 新黨 - 奧克尼與設得蘭運動 | - 進步派 - 新教行動會 - 公民投票黨 - 蘇格蘭民族法西斯黨 - 蘇格蘭工黨 (1888年) - 蘇格蘭工黨 (1976年) - 蘇格蘭土地歸還聯盟 - 蘇格蘭自由黨 - 蘇格蘭戰鬥工黨 - 蘇格蘭黨 | - 蘇格蘭禁酒黨 - 蘇格蘭新教聯盟 - 蘇格蘭共和社會主義運動 - 蘇格蘭社會主義聯盟 - 蘇格蘭社會黨 (1932年) - 蘇格蘭聯合商會工黨 - 蘇格蘭之聲 - 蘇格蘭工人代表委員會 - 蘇格蘭工人共和黨 - 設得蘭運動 | - 社會民主黨 (1979年) - 社會民主黨 (1981年) - 社會民主黨 (1988年) - 社會主義工黨 (1903年) - 飛行小組 - 統一黨 - 聯合社會主義運動 - 輝格黨 - 蘇格蘭工人黨 |

### 知名註銷政黨
| - 爭取獨立行動 - 一切為團結 - 邊區黨 - 不列顛優先 - 不列顛黨 - 大麻比酒精更安全 - 變革英國 | - 鄉村黨 - 東鄧巴頓郡獨立聯盟 - 東基爾布萊德聯盟 - 漁黨 - 格拉斯哥優先 - 高地與群島聯盟 - 大麻法改革 | - 自然法則黨 - 拒絕歐盟 - 奧克尼宣告團 - 英國海盜黨 - 反墮胎聯盟 - 更新黨 - 尊重、獨立、社會主義與環保主義 | - 搖滾狂歡黨 - 蘇格蘭民主聯盟 - 蘇格蘭詹姆斯追隨者黨 - 蘇格蘭老齡公民團結黨 - 團結 - 信任 |

### 腳註
1. ↑  依照英國及蘇格蘭法律，各政黨無公開其黨員人數的法定義務，同時各黨也無本黨黨員資格的定義。
2. ↑  由於與合作黨結成政治聯盟，因此部分候選人會以勞工與合作黨名義參選。
3. ↑  黨內頭銜稱為“聯席發言人”。

### 出典
1. ↑  . BBC. 2020-11-24  [2022-12-09]. （原始内容存档于2022-09-22）.
2. ↑  . BBC. 2021-01-11  [2022-12-09]. （原始内容存档于2022-12-09）.
3. ↑  Alasdair Soussi. . 半島電視台. 2021-05-08  [2022-12-09]. （原始内容存档于2021-05-09）.
4. ↑  Philip Sim. . BBC. 2021-05-09  [2022-12-09]. （原始内容存档于2022-11-05）.
5. ↑  Tom Gordon. . 先驅報（英语：The Herald (Glasgow)）. 2022-08-17  [2022-12-09]. （原始内容存档于2022-12-09）.
6. ↑  Paul Hutcheon. . 每日紀事報. 2021-02-03  [2022-12-09]. （原始内容存档于2022-03-08）.
7. ↑  Severin Carrell; Libby Brooks. . 衛報. 2021-08-26  [2022-12-09]. （原始内容存档于2022-12-09）.
8. ↑  . 英國選舉委員會.   [2022-12-09]. （原始内容存档于2021-12-20）.
9. ↑  Chris McCall. . 每日紀事報. 2021-07-30  [2022-12-09]. （原始内容存档于2022-12-09）.

## 外部連接
- 英國選舉委員會官方網站 （页面存档备份，存于） （英文）